# 普里姆加尔 (艾奥瓦州)
普里姆加尔（Primghar）位于美国艾奥瓦州西北部，是奥布赖恩县的县治所在，面积3.6平方公里。根据美国2000年人口普查，共有891人，其中白人占98.2%、亚裔美国人占1.12%。